# Jack the Kisser
Jack the Kisser est un film muet américain réalisé par Edwin S. Porter et sorti en 1907. 

## Synopsis
Dans la rue, un homme embrasse toutes les femmes qu'il croise, jusqu'à ce que les spectateurs de la scène finissent par le poursuivre.

## Fiche technique
- Titre : Jack the Kisser
- Réalisation : Edwin S. Porter
- Genre : Comédie
- Production : Edison Manufacturing Company
- Date de sortie :
  - États-Unis : 19 octobre 1907